# کاتسومی یاناگیشیما
کاتسومی یاناگیشیما (به ژاپنی: 柳島 克巳، Katsumi Yanagishima) (زادهٔ ۱ ژانویه ۱۹۵۰) فیلم‌بردار اهل ژاپن است. 